# Gspaltenhorn
Gspaltenhorn är ett berg i Schweiz.   Det ligger i distriktet Interlaken-Oberhasli och kantonen Bern, i den centrala delen av landet, 60 km sydost om huvudstaden Bern. Toppen på Gspaltenhorn är 3 436 meter över havet, eller 606 meter över den omgivande terrängen. Bredden vid basen är 3,6 km.
Terrängen runt Gspaltenhorn är huvudsakligen mycket bergig. Närmaste större samhälle är Frutigen, 16,1 km nordväst om Gspaltenhorn. 
Trakten runt Gspaltenhorn är permanent täckt av is och snö. Runt Gspaltenhorn är det mycket glesbefolkat, med 6 invånare per kvadratkilometer.